# William Morris Hunt

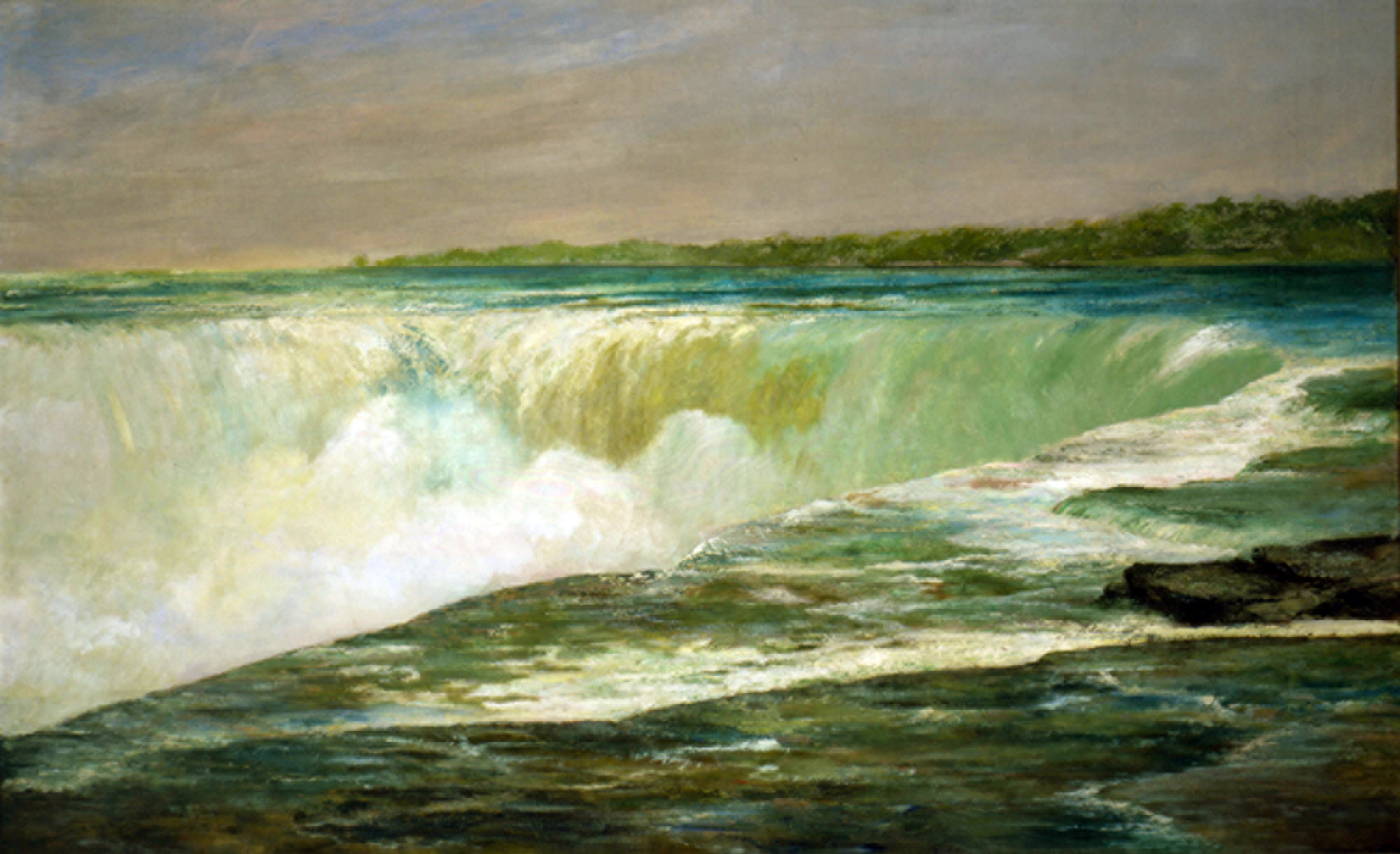
Wodospad Niagara, 1878, Williams College Museum of Art

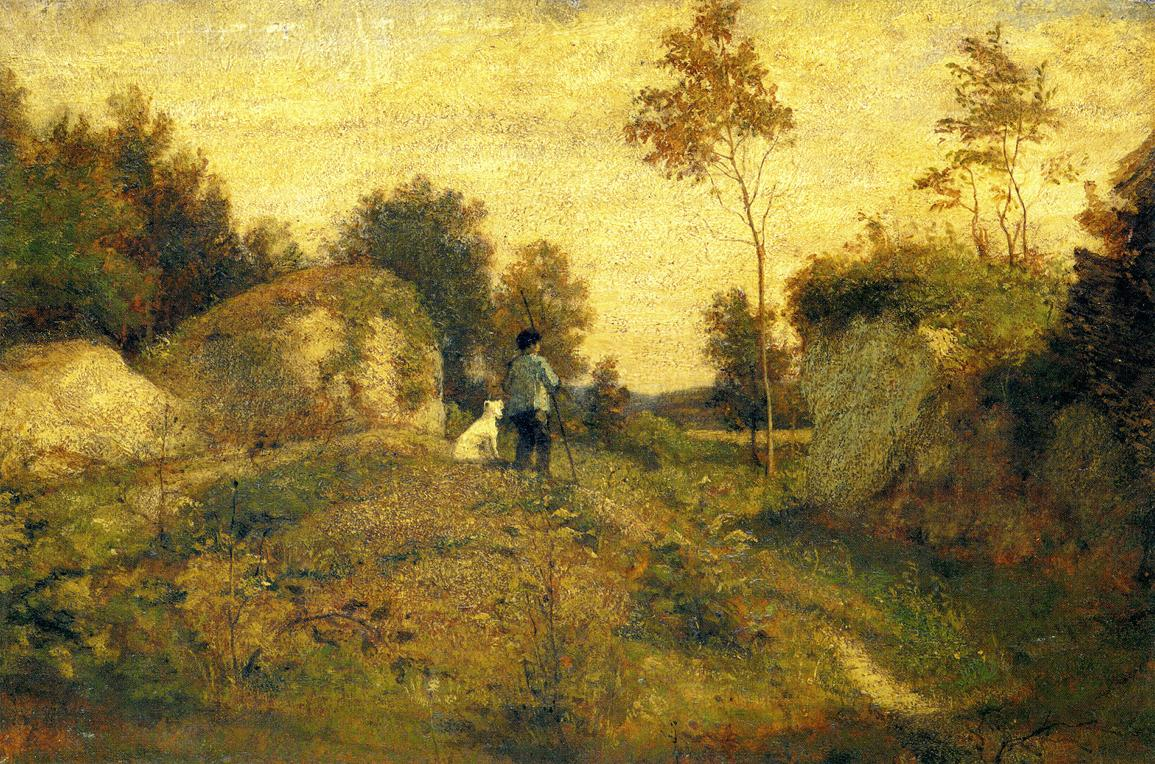
Pejzaż, około 1852–1853, Metropolitan Museum of Art

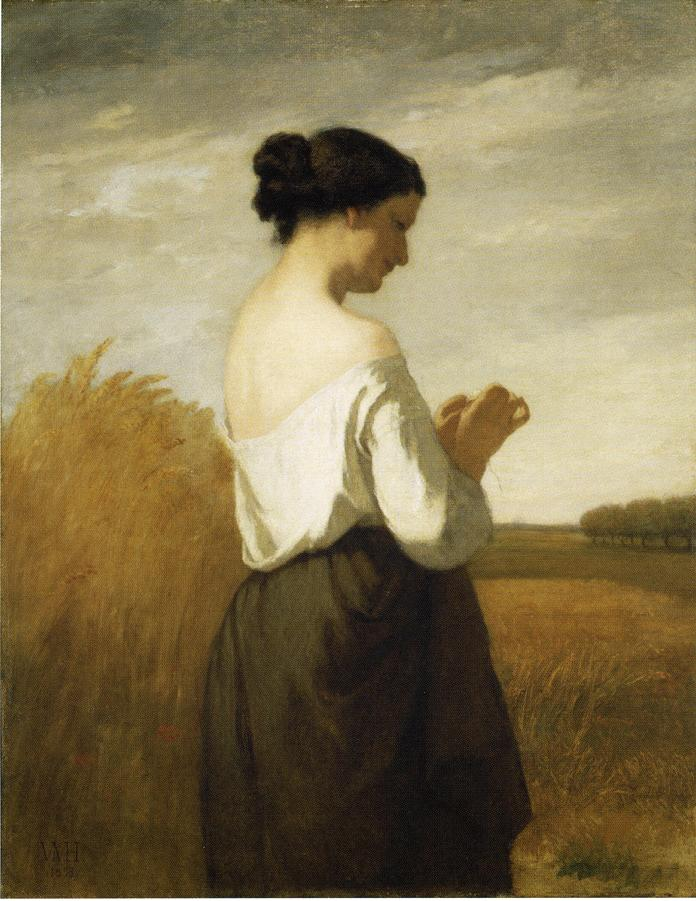
Marguerite, 1853, Museum of Fine Arts, Boston

William Morris Hunt (ur. 31 marca 1824 w Brattleboro, zm. 8 września 1879 na wyspie Appledore) – amerykański malarz tworzący pod wpływem barbizończyków. Jeden z najważniejszych artystów amerykańskich drugiej połowy XIX wieku.

## Życie i twórczość
Był jednym z pięciorga dzieci amerykańskiego kongresmena Jonathana Hunta (1787–1832). Trzy lata uczył się w Harvard College i w 1844 r. wyjechał z matką i rodzeństwem do Europy. W 1845 r. wstąpił do Akademii w Düsseldorfie, ale już w następnym roku opuścił uczelnię. Począwszy od 1846 r. uczył się malarstwa u Thomasa Couture w Paryżu. W 1851 r. zobaczył w paryskim Salonie obraz Jean-François Milleta Siewca i pod jego wpływem stał się zwolennikiem i propagatorem szkoły z Barbizon.
Hunt powrócił do Stanów Zjednoczonych w 1854 r., a dwa lata później przeniósł się do Newport w stanie Rhode Island. W 1862 r. osiadł na stałe w Bostonie, gdzie zdobył uznanie głównie jako twórca portretów. Oprócz nich malował także pejzaże, nie ograniczał się jednak do malarstwa olejnego, zajmował się też litografią i rzeźbą. W 1872 r. w czasie wielkiego pożaru w Bostonie spłonęła jego pracownia, a wraz z nią liczne prace oraz kolekcja obrazów przywiezionych z Francji. W 1878 wydał w Londynie książkę Talks about Art. Pod koniec życia wykonał dwa duże murale w New York State Capitol w Albany.
Artysta przyczynił się do rozpropagowania sztuki francuskiej w Stanach Zjednoczonych, szczególnie cenił Milleta i Gustava Courbeta. Odrzucał założenia tradycyjnej amerykańskiej szkoły Hudson River, przez co narażał się na ostrą krytykę środowisk akademickich. Wspólnie z Elihuem Vedderem (1836-1923), Albionem Harrisem Bicknellem (1835-1915), Edwardem C. Cabotem (1818-1901) i Martinem Brimmerem (1830-1896), kolekcjonerem i założycielem Boston's Museum of Fine Arts, założył klub Allston. Wśród jego uczniów byli John La Farge (1835-1910), William, Henry, James i Sarah Wyman Whitman. Hunt kształcił również kobiety, za co go potępiano (były to m.in. Maria Oakey Dewing (1845-1927), Elizabeth Boot Duveneck (1846-1888) i Ellen Day Hale (1855-1940)).
Malarz zmarł w niewyjaśnionych do końca okolicznościach na wysepce Appledore w archipelagu Isles of Shoals położonym u wybrzeży stanów Maine i New Hampshire. W czasie samotnego spaceru utopił się w stawie, prawdopodobnie zasłabł i wpadł do wody, ale podejrzewano również samobójstwo. Jego ciało znalazła przyjaciółka, poetka i pisarka Celia Thaxter, która gościła go w swoim domu. Hunt był w złym stanie psychicznym i najprawdopodobniej od lat cierpiał na chorobę afektywną dwubiegunową.

## Upamiętnienie
Po śmierci artysty jego imieniem nazwano bibliotekę w Museum of Fine Arts w Bostonie.
Dwie dekady po śmierci Hunta, jego była uczennica Helen Mary Knowlton opublikowała biografię malarza zatytułowaną The Art-Life of William Morris Hunt.
Największy zbiór prac Hunta posiadają m.in. Museum of Fine Arts w Bostonie, Metropolitan Museum of Art, Luwr, Fine Arts Museums of San Francisco, National Gallery of Art i Pennsylvania Academy of the Fine Arts.

## Rodzina
William Morris Hunt od 1855 był żonaty z Louise Dumaresq Perkins. Małżeństwo miało pięcioro dzieci. 

### Bracia
- Richard Morris Hunt (1827-1895) był wybitnym architektem.
- Leavitt Hunt (1831-1907) został znanym fotografem i prawnikiem.
- Jonathan Hunt był lekarzem w Paryżu, popełnił samobójstwo.